# Jeffrey Sinclair
Jeffrey Sinclair, también conocido como Valen, es un personaje de ficción interpretado por Michael O'Hare. Fue el comandante de la estación Babylon 5 en la serie Babylon 5 durante la primera temporada. Más tarde se convirtió en Valen, un líder de los Minbari en el pasado.

## Biografía

### Primeros años
Jeffrey Sinclair nació en el planeta Marte en 2218. Cuando era joven, Sinclair recibió educación jesuita durante 3 años. En 2237, cuando era mayor, se enlistó en la Fuerza Terrestre, ya que, al igual que su familia, Sinclair quiso ser piloto de combate. Durante su tiempo en la academia, Sinclair conoció a Catherine Sakai, con quien tuvo una relación. Después de un año de vivir juntos, los dos se separaron, aunque continuaron viéndose de vez en cuando hasta 2258, donde empezaron a juntarse más otra vez.
En 2240, Sinclair fue ascendido a piloto de combate, continuando así la tradición familiar. Un año después, Sinclair fue ascendido a líder de escuadrón. Debido a su rápido ascenso en las filas militares, hubo entonces el rumor que Sinclair estaba en la vía rápida para convertirse en Almirante. Como líder de escuadrón, Sinclair luchó en la batalla de la Línea, la última gran batalla en la Guerra Tierra-Minbari.
Durante la batalla, su escuadrón fue destruido por los Minbari y su caza resultó gravemente dañado. En un último acto de desafío, Sinclair intentó embestir a uno de los cruceros Minbari. Fracasó y fue capturado por otro crucero Minbari para ser interrogado por el Consejo Gris de los Minbari. Durante el interrogatorio, en el que el Consejo, que era el gobierno de los Minbari, tuvo por primera vez directo contacto con los humanos, él fue escaneado por el Triluminario del Consejo. Detectó el ADN de Valen en Sinclair, por lo que el Consejo asumió, para su profunda sorpresa, que poseía el alma de un minbari, el de Valen, un héroe de los Minbari que los llevó a la victoria hace 1000 años contra las Sombras y les dio paz por 1000 años. El Consejo Gris concluyó por ello que las almas Minbari estaban naciendo en cuerpos humanos.
El descubrimiento de lo que poseía Sinclair llevó a los Minbari a rendirse y devolver a Sinclair a la Tierra, aunque con el recuerdo de su tiempo a bordo del crucero Minbari bloqueado, cosa que se hizo con la ayuda de un telépata (aunque este bloqueo no sería permanente y se rompería años después). Desde entonces Sinclair, y la Alianza Terrestre creían que se había desmayado por la aceleración respecto a ese ataque suyo. Sin embargo hubo dudas, por lo que Sinclair tuvo problemas al respecto.

### Comandante de Babylon 5
Cuando Babylon 5 entró en funcionamiento en 2256, el gobierno de los Minbari, que tenía el derecho a elegir el comandante de la estación entre los humanos a cambio de participar en él, seleccionó a Sinclair para comandar la estación recién construida. Fue seleccionado entre muchos otros oficiales superiores, incluido el coronel Ari Ben Zayn, todos los cuales habían sido vetados por los Minbari. Eso causaría fricciones, por lo que tuvo problemas al respecto, sobre todo con el coronel, que hizo todo para acabar con él, problemas que sin embargo pudo solucionar al final a su entera satisfacción acabando con sus intenciones.
Allí él se convirtió oficialmente en comandante de la estación el 9 de marzo de 2256. Seleccionó a su tripulación, entre ellos a Michael Garibaldi y pudo mantener a la estación y su función de forma efectiva a pesar de los esfuerzos de varios grupos de sabotearla. El pero ocurrió el 4 de enero de 22257, cuando un minbari intentó matar al embajador vorlon Kosh queriendo culpar al respecto a Sinclair para sabotear el propósito de la estación y vengarse del hombre que acabó con la guerra entre humanos y minbari, cosa que Sinclair pudo detener a tiempo. Además tuvo que ocuparse de las rencilllas entre G'Kar de los Narn y Londo Mollari de los Centauri, dos razas poderosas enfrentadas entre sí. Durante su estancia y por lo ocurrido respecto al minbari que intentó matar a Kosh, que le dio la razón por la que hizo el crimen diciendo "tienes un agujero en tu cerebro" antes de matarse, él empezó a darse cuenta, de que su falta de memoria no fue casual y empezó incluso a acordarse con el tiempo de parte de lo ocurrido durante la batalla de la Línea. También desarrolló una amistad con la embajadora de los minbari, Delenn.

### Embajador de Minbar
El 3 de enero de 2259, Sinclair fue reasignado como embajador en Minbar por el gobierno de Minbar y también le devolvieron todos sus recuerdos respecto a la batalla de La Línea. Allí asumió el mando de los Rangers, mientras que el capitán John Sheridan le sucedió como comandante de Babylon 5. Convirtió a los Ranger en una fuerza efectiva. Finalmente, con la ayuda de Marcus Cole y Catherine Sakai, Sinclair detuvo en noviembre de 2259 los intentos de las Sombras para manipular el tiempo en la zona espacial Gris 14, el lugar donde desapareció la anterior estación Babylon 4 y consiguió así ser reconocido como líder de los Ranger por todos hasta el punto que lo reconocían incluso como la reencarnación de Valen, aunque perdió durante la misión a Sakai en el flujo temporal que estaba allí.

### Valen
En agosto de 2260, Sinclair recibió una carta de sí mismo de hace 900 años en Minbar, revelando que él no era la reencarnación de Valen, como creía el Consejo Gris, sino el propio Valen. Armado con este conocimiento, Sinclair. con la ayuda de la tripulación de Babylon 5, se fue a la zona Gris 14, se llevó a Babylon 4 con él 1000 años atrás con la ayuda de la gran máquina de Epsilon 5, que hizo eso posible, para ayudar a los Minbari en su primera guerra contra las Sombras y, al hacerlo, cumplir la profecía Minbari al convertirse en Aquel Que Fue (el Uno del pasado, Delenn es el Uno del presente y Sheridan es el Uno del futuro en ese momento) cerrando también así la inestabilidad temporal que había en el lugar y que fue causado por el acontecimiento.
Fue aquí donde Sinclair usó entonces una máquina llamada triluminario para transformarse en un Minbari, cumpliendo así la leyenda de que Valen era "un Minbari no nacido de Minbari", explicando también por qué el triluminario, que luego heredó el Consejo Gris, le respondió con tanta fuerza durante su interrogatorio por parte del Consejo Gris, como había sido programado para responder a su ADN.
Como tal venció a las Sombras, dio la paz a Mínbar por 1000 años, fundó a los Rangers y con sus profecías y su legado ayudó a Delenn y a Sheridan en la segunda guerra contra las Sombras convirtiéndose así también en el fundador indirecto de la posterior Alianza Interestelar. También encontró a Sakai en el pasado, la transformó en una Mínbari, se casó con ella, tuvo hijos, los cuales todavía tenían residuos de ADN humano, el cual fue esparcido por sus descendientes entre los minbari, ADN que también tiene Delenn, una de sus descendientes.  Finalmente, de esa manera, Sinclair también evita que Babylon 5 sea destruido en un futuro en el que no hizo algo así.
Luego dejó Mínbar para morir en el espacio. No se encontró su cuerpo. Su legado, a largo plazo, al igual que el de Sheridan y de Delenn, perduró incluso 1 000 000 de años después de la fundación de la Alianza Interestelar.